# Tokodede

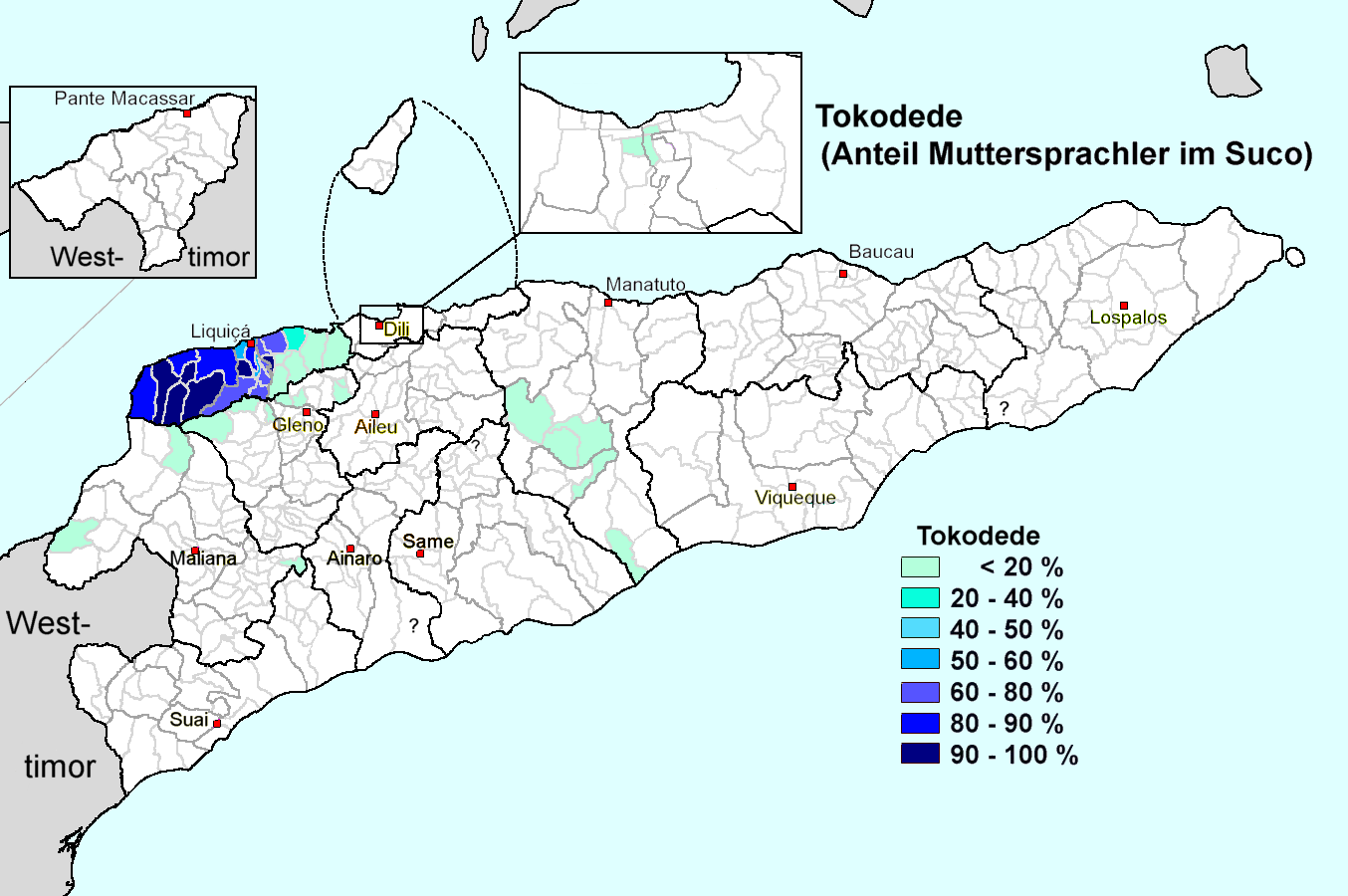
Anteil von Tokodede-Muttersprachlern in den Sucos Osttimors.

Die Tokodede (Tocodede, Tukude, Tokodé, Tocod) sind eine ethnolinguistische Gruppe in Osttimor. Ihr Zentrum ist die Gemeinde Liquiçá, wo sie in den Verwaltungsämtern Liquiçá und Maubara die absolute Mehrheit der Bevölkerung bilden. Ihre Sprache wird ebenfalls Tokodede genannt. Sie wird von 46.784 Osttimoresen als Muttersprache gesprochen (Zensus 2015).

## Geschichte

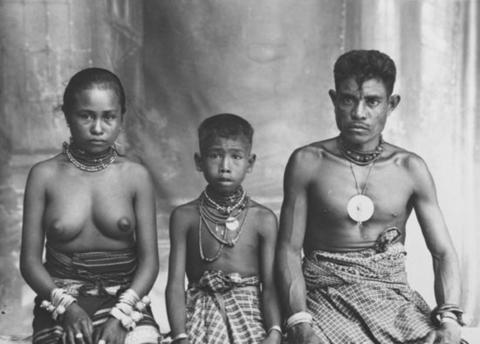
Tokodede aus Maubara (um 1940)

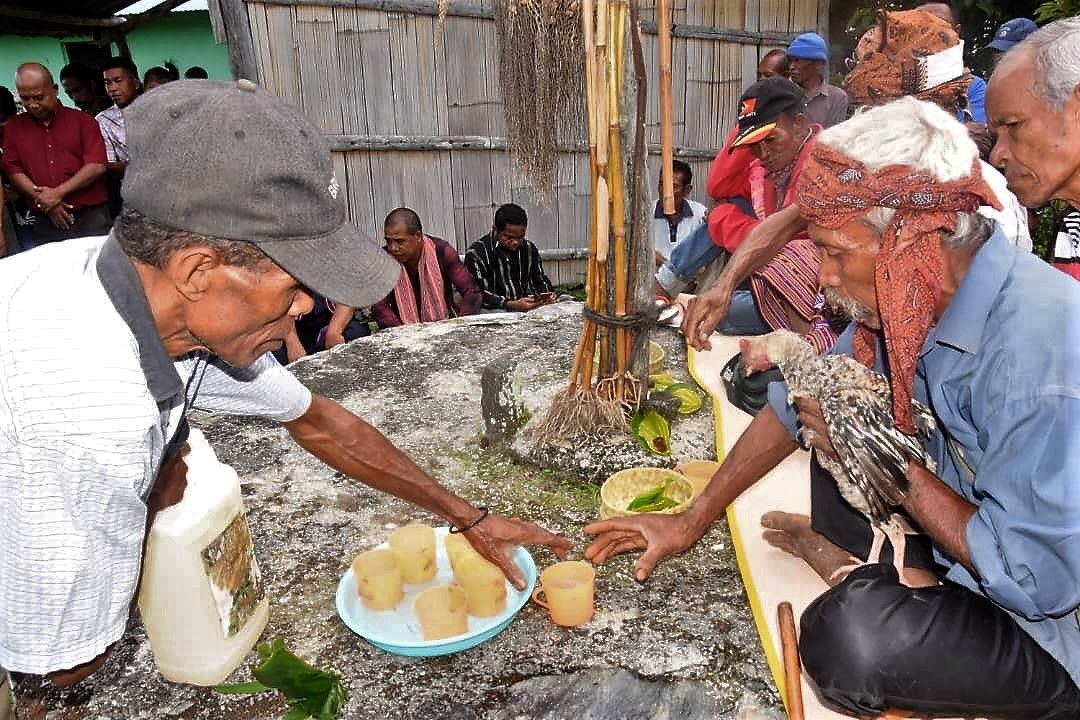
Einwohner von Hatuquessi (2022)

Antonio Pigafetta berichtete 1522 von vier Hauptkönigen auf Timor, wovon einer das Reich von Lichisana (Likusaen) regierte. Dieses wird mit Liquiçá gleichgesetzt und soll damals Wehale, das weiter südlich lag, tributpflichtig gewesen sein. Likusaen hatte sein Zentrum im Gebiet der Tokodede und der ihnen sprachlich nahen Kemak und hatte auch Einfluss auf die südlich von ihnen lebenden Bunak. 1667 verbündete sich Maubara mit den Niederländern, die 1756 hier ein Fort errichteten. Im Vertrag von Lissabon vereinbarten die Niederländer 1859 im Rahmen eines größeren Gebietsaustauschs Maubara an die Portugiesen abzutreten. Die Übergabe erfolgte im April 1861. Aufstände gegen die Portugiesen im 19. Jahrhundert wurden niedergeschlagen.